# فابریسیو لوپز آلسانتارا
فابریسیو لوپز آلسانتارا (به پرتغالی: Fabrício Lopes Alcântara) مدافع اهل برزیل است که در شهر سالوادور و در تاریخ ۱۸ مهٔ ۱۹۸۴ به دنیا آمده‌است.
فابریسیو لوپز آلسانتارا در تیم‌های فوتبال São Gonçalo سابقهٔ حضور دارد.